# Торино ди Сангро
Торино ди Сангро (итал. Torino di Sangro) је насеље у Италији у округу Кјети, региону Абруцо.
Према процени из 2011. у насељу је живело 1239 становника. Насеље се налази на надморској висини од 128 м.

## Становништво
Према резултатима пописа становништва 2011. у општини је живело 3.041 становника.
| 1931. | 1936. | 1951. | 1961. | 1971. | 1981. | 1991. | 2001. | 2011. |
| ----- | ----- | ----- | ----- | ----- | ----- | ----- | ----- | ----- |
| 4.509 | 4.413 | 4.538 | 3.891 | 3.348 | 3.181 | 3.109 | 3.079 | 3.041 |